# 9362 Miyajima
9362 Miyajima è un asteroide della fascia principale. Scoperto nel 1992, presenta un'orbita caratterizzata da un semiasse maggiore pari a 2,6772256 UA e da un'eccentricità di 0,1273128, inclinata di 5,10609° rispetto all'eclittica.